# Gran Premio motociclistico di Germania 1974
Il Gran Premio motociclistico di Germania fu il secondo appuntamento del motomondiale 1974.
Si svolse il 27 e 28 aprile 1974 presso il Nürburgring. Erano in programma tutte le classi, oltre a gare del Campionato tedesco e a corse automobilistiche di Formula Vee, GT e Turismo.
Durante le prove Billie Henderson e Bruno Kneubühler si ferirono gravemente contro i guard-rail: in particolare Henderson, caduto al "Karussel", rischiò seriamente la paralisi. I piloti, con in testa Giacomo Agostini, chiesero l'aumento del numero di balle di paglia da 2.500 a 15.000: al rifiuto degli organizzatori una trentina di piloti (oltre ad Agostini, Teuvo Länsivuori, Paul Smart, Barry Sheene, Jack Findlay, John Dodds, Dieter Braun, Bruno Kneubühler, Kent Andersson, Walter Villa, Michel Rougerie, Otello Buscherini, Ángel Nieto, Gianfranco Bonera, Phil Read, solo per citare i più noti) firmarono un comunicato con il quale annunciavano l'intenzione di non correre. Ad essi si unirono anche molti altri piloti privati. L'intransigenza degli organizzatori portò allo sciopero, il primo dal 1955, e il GP fu disputato quasi esclusivamente da piloti tedeschi di secondo piano; solo i sidecaristi non boicottarono la gara.
I 30.000 spettatori accorsi al Nürburgring fischiarono i partenti (in alcune gare appena sei) e provocarono tumulti assaltando le palazzine dell'organizzazione ed invadendo la pista.
La vittoria di Edmund Czihak nella classe 500 resta attualmente l'unico successo di un pilota tedesco nella top-klass del Motomondiale.

## Classe 500

### Arrivati al traguardo
| Pos. | Pilota          | Moto   | Tempo        | Punti |
| ---- | --------------- | ------ | ------------ | ----- |
| 1    | Edmund Czihak   | Yamaha | 1h 12' 19" 9 | 15    |
| 2    | Helmut Kassner  | Yamaha | +1' 58" 6    | 12    |
| 3    | Walter Kaletsch | Yamaha | +2' 16" 8    | 10    |
| 4    | Udo Kochanski   | König  | +6' 56" 1    | 8     |

### Ritirati
| Pilota             | Moto   | Motivo ritiro |
| ------------------ | ------ | ------------- |
| Kurt-Harald Florin | Yamaha |               |
| Frank Fellmann     | König  |               |
| Georg Pohlmann     | Yamaha |               |

## Classe 350

### Arrivati al traguardo
| Pos. | Pilota                  | Moto   | Tempo        | Punti |
| ---- | ----------------------- | ------ | ------------ | ----- |
| 1    | Helmut Kassner          | Yamaha | 1h 09' 25" 6 | 15    |
| 2    | Wolfgang Stephan        | Yamaha | +42" 2       | 12    |
| 3    | Franz Weidacher         | Yamaha | +1' 26" 3    | 10    |
| 4    | Walter Kaletsch         | Yamaha | +2' 39" 6    | 8     |
| 5    | Alfred Heck             | Yamaha |              | 6     |
| 6    | Winfried Fries          | Yamaha |              | 5     |
| 7    | Udo Kochanski           | Yamaha |              | 4     |
| 8    | Wolfgang Rubel          | Yamaha |              | 3     |
| 9    | Hans-Joachim Dittberner | Yamaha |              | 2     |

## Classe 250
9 piloti alla partenza, 9 al traguardo.

### Arrivati al traguardo
| Pos. | Pilota            | Moto   | Tempo        | Punti |
| ---- | ----------------- | ------ | ------------ | ----- |
| 1    | Helmut Kassner    | Yamaha | 1h 01' 16" 8 | 15    |
| 2    | Horst Lahfeld     | Yamaha | +49" 9       | 12    |
| 3    | Harry Hoffmann    | Yamaha | +2' 32" 7    | 10    |
| 4    | Fritz Reitmaier   | Yamaha |              | 8     |
| 5    | János Reisz       | Yamaha | +3' 25" 4    | 6     |
| 6    | Alfred Heck       | Yamaha | +3' 57" 6    | 5     |
| 7    | Reinhard Scholtis | Yamaha |              | 4     |
| 8    | Heinz Kittler     | Yamaha |              | 3     |
| 9    | German Förderer   | Yamaha |              | 2     |

## Classe 125
12 piloti alla partenza, 9 al traguardo.

### Arrivati al traguardo
| Pos. | Pilota                  | Moto  | Tempo     | Punti |
| ---- | ----------------------- | ----- | --------- | ----- |
| 1    | Fritz Reitmaier         | Maico | 56' 06" 2 | 15    |
| 2    | Wolfgang Rubel          | Maico | +45" 2    | 12    |
| 3    | Hans-Joachim Dittberner | Maico | +1' 27" 3 | 10    |
| 4    | Rudolf Weiss            | Maico | +2' 12" 3 | 8     |
| 5    | Géza Repitz             | MZ    |           | 6     |
| 6    | Peter Rüttjeroth        | Maico |           | 5     |
| 7    | Arnulf Teuchert         | Maico |           | 4     |
| 8    | Karel Gaber             | Maico |           | 3     |
| 9    | Jaka Kopitar            | Maico |           | 2     |

## Classe 50
6 piloti alla partenza, 5 al traguardo.

### Arrivati al traguardo
| Pos. | Pilota             | Moto     | Tempo     | Punti |
| ---- | ------------------ | -------- | --------- | ----- |
| 1    | Ingo Emmerich      | Kreidler | 37' 31" 2 | 15    |
| 2    | Arnulf Teuchert    | Kreidler | +39" 6    | 12    |
| 3    | Wolfgang Golembeck | Kreidler | +2' 40" 4 | 10    |
| 4    | Peter Rüttjeroth   | Kreidler | +7' 06" 1 | 8     |
| 5    | Winfried Fries     | Kreidler |           | 6     |

## Classe sidecar
Per le motocarrozzette si trattò della 149ª gara effettuata dall'istituzione della classe nel 1949; si sviluppò su 5 giri, per una percorrenza di 114,180 km.
Pole position di Werner Schwärzel/Karl-Heinz Kleis (König); giro più veloce dello stesso equipaggio in 9' 58" 1 a 137,400 km/h.

### Arrivati al traguardo
| Pos | Pilota             | Passeggero       | Moto        | Tempo     | Punti |
| --- | ------------------ | ---------------- | ----------- | --------- | ----- |
| 1   | Werner Schwärzel   | Karl-Heinz Kleis | König       | 50' 39" 2 | 15    |
| 2   | Klaus Enders       | Ralf Engelhardt  | Busch-BMW   | +29" 2    | 12    |
| 3   | Siegfried Schauzu  | Wolfgang Kalauch | Busch-BMW   | +1' 54" 2 | 10    |
| 4   | Rolf Steinhausen   | Karl Scheurer    | Busch-König | +2' 33" 9 | 8     |
| 5   | Richard Wegener    | Derek Jacobson   | BMW         |           | 6     |
| 6   | Gustav Pape        | Franz Kallenberg | König       |           | 5     |
| 7   | Siegfried Maier    | Gerhard Lehmann  | BMW         |           | 4     |
| 8   | Otto Haller        | Erich Haselbeck  | BMW         |           | 3     |
| 9   | Hanspeter Hubacher | Kurt Huber       | BMW         |           | 2     |
| 10  | Helmut Schilling   | Harald Mathews   | BMW         |           | 1     |